# Jordan Leopold
Jordan Douglas Leopold, född 3 augusti 1980 i Golden Valley, Minnesota, är en amerikansk professionell ishockeyspelare som spelar för Minnesota Wild i NHL. Leopold valdes av Mighty Ducks of Anaheim i andra rundan i 1999 års NHL-draft. Leopold har tidigare representerat ett flertal NHL-lag samt det amerikanska landslaget.

## Statistik

### Klubbkarriär
| 1998–99    | University of Minnesota | WCHA       | 39  | 7  | 16  | 23  | 20  | —  | — | —  | —  | —  |
| 1999–00    | U. of Minnesota         | WCHA       | 39  | 6  | 18  | 24  | 20  | —  | — | —  | —  | —  |
| 2000–01    | U. of Minnesota         | WCHA       | 42  | 12 | 37  | 49  | 38  | —  | — | —  | —  | —  |
| 2001–02    | U. of Minnesota         | WCHA       | 44  | 20 | 28  | 48  | 28  | —  | — | —  | —  | —  |
| 2002–03    | Saint John Flames       | AHL        | 3   | 1  | 2   | 3   | 0   | —  | — | —  | —  | —  |
| 2002–03    | Calgary Flames          | NHL        | 58  | 4  | 10  | 14  | 12  | —  | — | —  | —  | —  |
| 2003–04    | Calgary Flames          | NHL        | 82  | 9  | 24  | 33  | 24  | 26 | 0 | 10 | 10 | 6  |
| 2005–06    | Calgary Flames          | NHL        | 74  | 2  | 18  | 20  | 68  | 7  | 0 | 1  | 1  | 4  |
| 2006–07    | Colorado Avalanche      | NHL        | 15  | 2  | 3   | 5   | 14  | —  | — | —  | —  | —  |
| 2007–08    | Colorado Avalanche      | NHL        | 43  | 5  | 8   | 13  | 20  | 7  | 0 | 3  | 3  | 0  |
| 2008–09    | Colorado Avalanche      | NHL        | 64  | 6  | 14  | 20  | 18  | —  | — | —  | —  | —  |
| 2008–09    | Calgary Flames          | NHL        | 19  | 1  | 3   | 4   | 6   | 6  | 0 | 1  | 1  | 8  |
| 2009–10    | Florida Panthers        | NHL        | 61  | 7  | 11  | 18  | 22  | —  | — | —  | —  | —  |
| 2009–10    | Pittsburgh Penguins     | NHL        | 20  | 4  | 4   | 8   | 6   | 8  | 0 | 0  | 0  | 2  |
| 2010–11    | Buffalo Sabres          | NHL        | 71  | 13 | 22  | 35  | 36  | 5  | 0 | 1  | 1  | 4  |
| 2011–12    | Buffalo Sabres          | NHL        | 79  | 10 | 14  | 24  | 28  | —  | — | —  | —  | —  |
| NHL totalt | NHL totalt              | NHL totalt | 586 | 63 | 131 | 194 | 254 | 59 | 0 | 16 | 16 | 24 |

## Klubbar
- Armstrong High School 1995–1997
- USNTDP Juniors 1997–98
- University of Minnesota 1998–2002
- Calgary Flames 2002–2006, 2008–09
- Colorado Avalanche 2006–2009
- Florida Panthers 2009–10
- Pittsburgh Penguins 2009–10
- Buffalo Sabres 2010–13
- St. Louis Blues 2013–14
- Columbus Blue Jackets 2014–15
- Minnesota Wild 2015–